# Université Augsburg
Ne pas confondre avec l'Université d'Augsburg.
L'Université Augsburg (anciennement Collège Augsburg) est une université privée d'arts libéraux américaine fondée en 1869 à Minneapolis, dans le Minnesota, aux États-Unis.